# Хатиманъяма (станция)
Станция Хатиманъяма (яп. 八幡山駅 хатиманъяма эки)- железнодорожная станция на линии линии Кэйо расположенная в районе Сугинами.

## Планировка станции
2 пути и платформа островного типа. Существуют объездные пути для скорых поездов, не останавливающихся на данной станции.
| 1 | ■ Линия Кэйо | Тёфу ・ Кэйо-Хатиодзи ・(Линия Такао) Такаосангути ・(Линия Сагамихара) Хасимото                        |
| 2 | ■ Линия Кэйо | Мэйдаймаэ ・ Сасадзука ・ Синдзюку ・(Новая Линия Кэйо) Синдзюку ・(Линия Синдзюку) Итигая ・ Мотоявата |

## Adjacent stations
| «                                  |  | Линия      |  | »                |
| ---------------------------------- |  | ---------- |  | ---------------- |
| Ками-Китадзава                     |  | Линия Кэйо |  | Рока-Коэн        |
| Сакурадзёсуй                       |  | Rapid      |  | Титосэ-Карасуяма |
| Commuter Rapid: не останавливается |  |            |  |                  |
| Express: не останавливается        |  |            |  |                  |
| Semi-Ltd. Exp.: не останавливается |  |            |  |                  |
| Ltd. Exp.: не останавливается      |  |            |  |                  |